# Taubert László

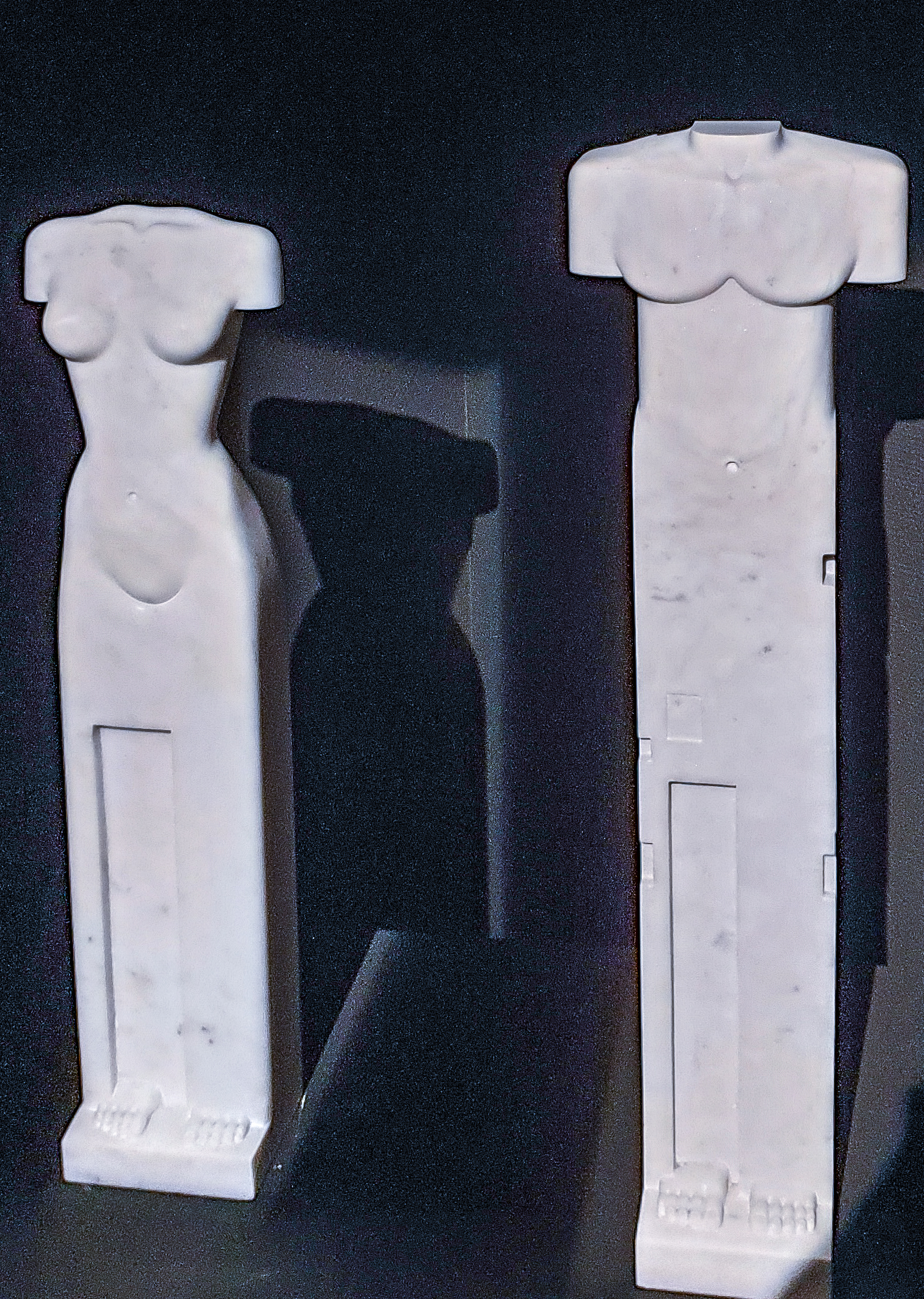
Odüsszeusz és Pénelopé

Taubert László (Budapest, 1966. december 14. –) magyar szobrászművész. Szobrászatának a központi problematikája az archaikus görög szobrászat kurosz- és koré-figuráit idéző, kőből faragott és bronzból öntött alakok megjelenítése.

## Szülei
Édesanyja Polgár Ildikó keramikus, édesapja Taubert István. 

## Életpályája
1981 és 1985 között a budapesti Képző- és Iparművészeti Szakközépiskola szobrász szakát végezte, ahol mesterei Csikai Márta, Hantos Károly és Laluja András voltak. Ezután 1986 és 1990 között a Magyar Képzőművészeti Főiskola, szobrász szakára járt, itt mestere  Somogyi József volt. Ezután 1990 és 1993 között a  Magyar Képzőművészeti Főiskola Mesterképzőjében Bencsik István irányításával képezte magát. 1993 és 1996 között a budapesti Képző- és Iparművészeti Szakközépiskola, szobrász szak rajztanáraként dolgozott. 

## Díjai, elismerései
- Kerényi Jenő-díj (1985);
- a Ludwig Alapítvány ösztöndíja (1991);
- Herman Lipót-díj (1993);
- Derkovits-ösztöndíj (1994);
- a Soproni Éremművészeti Biennálé, Kótai József ötvösművész díja (1995);
- Őszi Tárlat, Hódmezővásárhely díja (1996);
- EuCeCo 1st Európai Kerámiák Verseny, Bronz helyezés, Athén, Görögország (2004);
- Endre Béla Díj, Őszi Tárlat, Hódmezővásárhely (2007);
- Koller-Díj, Budapest (2009).[4]

## Egyéni kiállításai
- 1994 • Erlin Galéria, Budapest • Charlotte Heming Galerie, Darmstadt (D)
- 1995 • Freiburg • Milánó.

## Részvétele csoportos kiállításokon (válogatás)
- 1992 • Magyar Hitel Bank Alapítvány kiállítása, Műcsarnok, Budapest
- 1993 • a Quartett Alapítvány kiállítása, Egyetemi Színpad, Budapest • Torzó a magyar szobrászatban, Városi Galéria, Miskolc
- 1993, 1995 • XIII., XIV. Országos Kisplasztikai Biennálé, Pécs
- 1994 • Kisszobor ’94, Vigadó Galéria, Budapest
- 1995 • Névjegyérem, OTP Galéria, Budapest • X. Országos Éremművészeti Biennálé, Sopron • Helyzetkép/Magyar szobrászat, Műcsarnok, Budapest
- 1996 • A X. Országos Éremművészeti Biennálé díjazottjainak kiállítása, Sopron • 43. Vásárhelyi Őszi Tárlat, Tornyai János Múzeum, Hódmezővásárhely • Ezredvég, Pécs
- 2001 • Szobrászaton innen és túl, Műcsarnok, Budapest.